# Madison Square Garden Sports
Madison Square Garden Sports Corp. är ett amerikanskt förvaltningsbolag som äger och driver idrottslagen Hartford Wolf Pack i American Hockey League (AHL); New York Knicks i National Basketball Association (NBA); New York Rangers i National Hockey League (NHL) och Westchester Knicks i NBA G League samt e-sportorganisationen Counter Logic Gaming. De har även ägt New York Liberty i Women's National Basketball Association (WNBA).

## Historik
Företaget har sitt ursprung från 1994 när telekommunikationsföretaget Cablevision Systems och konglomeratet ITT Corporation köpte tillsammans inomhusarenan Madison Square Garden och idrottslagen New York Knicks och New York Rangers från Viacom för omkring 1,1 miljarder amerikanska dollar. Tre år senare köpte Cablevision ut ITT för 650 miljoner dollar. Den 10 februari 2010 offentliggjordes det att Cablevision skulle knoppa av dotterbolaget i förmån av att det skulle vara ett publikt aktiebolag och blev börsnoterad på Nasdaq. Året därpå bytte de namn till The Madison Square Garden Company. I november 2017 sålde företaget dambasketlaget New York Liberty (WNBA) efter att ha varit med och grunda dels Liberty och dels WNBA 1997.
Den 31 mars 2020 meddelades att företaget skulle knoppa av allt som inte hade med ägande av idrottslag i ett nytt företag med namnet Madison Square Garden Entertainment. De meddelade samtidigt att företaget skulle få sitt nuvarande namn. Den 20 april slutfördes affären.

## Tillgångar

### Nuvarande
- Counter Logic Gaming (e-sport)
- New York Knicks (NBA)
  - Westchester Knicks (NBA G League)
- New York Rangers (NHL)
  - Hartford Wolf Pack (AHL)

### Tidigare
- New York Liberty (WNBA)